# Norman Twain

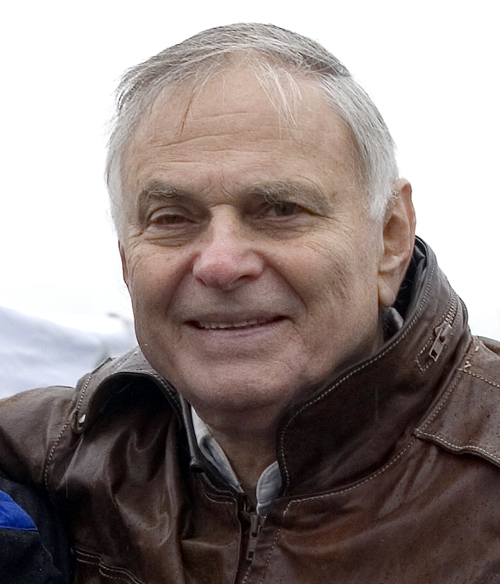
Norman Twain em 2006

Norman Twain (Atlantic City, 13 de setembro de 1930 – 6 de agosto de 2016) foi um produtor de cinema e teatro estadunidense. 